# Che vita con un cowboy!
Che vita con un cowboy! (Never a Dull Moment) è un film del 1950 diretto da George Marshall.
È una commedia romantica statunitense con Irene Dunne, Fred MacMurray e William Demarest. È basato sul romanzo del 1943  Who Could Ask for Anything More di Kay Swift.

## Produzione
Il film, diretto da George Marshall su una sceneggiatura di Lou Breslow e Doris Anderson e un soggetto di Kay Swift (autrice del romanzo), fu prodotto da Harriet Parsons per la RKO Radio Pictures e girato dal 5 dicembre 1949 al 1º febbraio 1950. Il titolo di lavorazione fu  Come Share My Love. Il film doveva originariamente essere interpretato da Ann Sothern.

## Colonna sonora
- Once You Find Your Guy - di Kay Swift
- The Man with the Big Felt Hat - di Kay Swift, cantata da Irene Dunne
- Sagebrush Lullaby - di by Kay Swift, cantata da Irene Dunne

## Distribuzione
Il film fu distribuito con il titolo Never a Dull Moment negli Stati Uniti dal 22 novembre 1950 (première a New York il 21 novembre) al cinema dalla RKO Radio Pictures.
Altre distribuzioni:
- in Francia il 4 maggio 1951 (Mon cow-boy adoré)
- in Svezia il 20 agosto 1951 (Aldrig en lugn stund)
- in Finlandia il 7 settembre 1951 (Meillä ei surra)
- in Danimarca il 24 settembre 1951 (Kærlighed og kildevand)
- in Spagna il 24 settembre 1951 (Quina vida!)
- nelle Filippine il 24 gennaio 1952
- in Italia (Che vita con un cowboy!)
- in Brasile (Perdida de Amor)
- in Spagna (¡Qué vida ésta!)
- in Italia (Che vita con un cow boy!)
- in Norvegia (Verdensdame vandrer vest)
- in Portogallo (Convite ao Amor)
- negli Stati Uniti (Come Share My Love)
- in Venezuela (Mi vida con un vaquero)

## Critica
Secondo il Morandini il film è una "innocua commediola di buoni sentimenti".

## Promozione
La tagline è: How wild can the West be?.